# Le Duc des Lombards

Le Duc des Lombards est l'un des principaux clubs de jazz de Paris, situé dans la rue des Lombards (qui accueille d'autres célèbres établissements du même type, tels Le Baiser salé ou le Sunset-Sunside), au croisement avec le boulevard de Sébastopol, dans le 1er arrondissement. 

## Présentation
Fondé en 1984 en lieu et place du Bar de l'Étoile, le Duc des Lombards est à ses débuts un bar musical dans un simple couloir. Racheté en 1989 par Didier Nouyrigat, il est agrandi par l'achat d'une boutique attenante et une partie de trottoir, et devient un club de jazz.
Il est repris en 2002 par Véronique Bossong et Gilles Thévenat, puis s'essouffle et est menacé de fermeture.
Le Duc des Lombards est racheté en 2007 par Gérard Brémond, amateur de jazz et copropriétaire de la radio TSF Jazz. Il est entièrement rénové sur le modèle du Blue Note : décor élégant, bar en mezzanine, retransmission vidéo sur écrans, offre de restauration. Il rouvre après neuf mois de travaux en février 2008. La programmation est alors assurée par Jean-Michel Proust, le directeur d'antenne de la radio, remplacé en 2012 par Sébastien Vidal.
Beaucoup des plus grands musiciens de jazz français ou internationaux y ont joué (Marc Thomas, Martial Solal, Wynton Marsalis, Benny Golson, Dexter Goldberg, Aldo Romano, Erik Truffaz, Richard Galliano, Henri Texier, Didier Lockwood...) ainsi que de nombreux jeunes talents.

## Enregistrements réalisés au Duc des Lombards
De nombreux musiciens ont publié des disques « live » enregistrés au Duc des Lombards, dont :
- Laurent Coq Blowing Trio (avec David El Malek et Olivier Zanot) : Live @ the Duc des Lombards
- Frédéric Couderc : Kirkophonie
- Giovanni Mirabassi : Dal Vivo
- Sébastien Paindestre : Live @ Duc des Lombards